# 潘潘 (委內瑞拉)
潘潘（西班牙語：Pampán），是委內瑞拉的城鎮，位於該國西部特魯希略州，是潘潘市的首府，始建於1679年，海拔高度1,170米，主要經濟活動是農業，人口52,510，人口密度每平方公里95.4人。